# Delta Force (trò chơi điện tử)
Delta Force là tựa game bắn súng góc nhìn người thứ nhất chiến thuật của nhà phát triển và nhà phát hành NovaLogic. Trò chơi được phát hành cho Microsoft Windows vào năm 1998 và được phát hành lại trên Steam vào năm 2009. Delta Force được thiết kế để mô phỏng quân sự một phần dựa trên Lực lượng Delta của Mỹ.

## Lối chơi
Người chơi vào vai một đặc vụ Delta Force tham gia các hoạt động quân sự ở nhiều chiến trường khác nhau. Mục tiêu thường liên quan đến việc loại bỏ sự hiện diện của kẻ thù trong khu vực, ám sát mục tiêu cao cấp, phá hủy các trang thiết bị quân sự hoặc hộ tống tù binh chiến tranh hoặc dân thường đến điểm đón. Tùy thuộc vào nhiệm vụ, người chơi cũng cần tự mình đến điểm khai thác sau khi hoàn thành tất cả các mục tiêu khác. Tất cả năm chiến dịch đều có sẵn ngay từ đầu và các nhiệm vụ bổ sung được mở khóa khi các chiến dịch trước được hoàn thành. Đôi khi nhiều nhiệm vụ được mở khóa cùng một lúc và tùy thuộc vào người chơi có thể chơi chúng. Trò chơi có tổng cộng 40 nhiệm vụ.
Trước mỗi nhiệm vụ, người chơi có thể chọn thiết bị của mình. Tải trọng mặc định khác nhau từ màn này sang màn nọ nhưng người chơi có thể trao đổi nó mà không có bất kỳ hạn chế. Kho chứa đồ chia làm ba loại: một cho vũ khí chính, một cho thiết bị bổ sung và một cho vũ khí phụ.
Delta Force cũng có tính năng LAN và phần chơi trực tuyến cho tối đa 32 người chơi. Tất cả các nhiệm vụ từ chiến dịch chơi đơn có thể được chơi hợp tác với những người chơi bổ sung thay thế các đặc vụ Delta Force do AI kiểm soát. Game có những loại hình chơi mạng quen thuộc như Deathmatch, King of the Hill và Capture the Flag, cùng với các biến thể của đội nhóm.

## Phát triển
Delta Force sử dụng engine Voxel Space thuộc quyền sở hữu của riêng NovaLogic, có tiếng vang từ các tựa game trước đó của họ như dòng game Comanche, vốn dùng voxel để trực quan hóa địa hình trong khi đa giác được sử dụng để kết xuất mô hình các nhân vật, xe cộ, nhà cửa và các chi tiết khác. Phương pháp này cho phép vẽ khoảng cách và chi tiết địa hình chưa từng thấy ở các game bắn súng góc nhìn thứ nhất vào thời điểm đó và hỗ trợ nỗ lực của game nhằm mô phỏng chiến đấu ngoài trời thực tế ở khoảng cách lên tới vài trăm mét. Một hạn chế của engine này là nó không hỗ trợ bất kỳ hình thức tăng tốc 3D nào.

## Đón nhận
Next Generation  đã nhận xét phiên bản PC của game, đánh giá ba trên năm sao và tuyên bố rằng "Mặc dù lối chơi độc lập của Delta Force' thường không được đánh giá cao, nhưng phần chơi mạng là một trong những trải nghiệm chơi game hài lòng nhất hiện nay."
Trò chơi đã nhận được những đánh giá "thuận lợi" theo trang web tổng hợp kết quả đánh giá GameRankings. Michael Ryan của GameSpot đã thưởng cho game 9.1/10 điểm, gọi đây là "nói chung là một game rất ấn tượng", đặc biệt ca ngợi nhiệm vụ và thiết kế âm thanh của trò chơi, dù đã chỉ ra hình ảnh lỗi thời của nó. Ông cũng đưa ra so sánh với Tom Clancy's Rainbow Six, được phát hành vào đầu năm đó, nhưng lưu ý các lựa chọn chuẩn bị hạn chế của Delta Force so với sau này. Ông cũng ca ngợi chế độ nhiều người chơi nhưng lưu ý rằng các vấn đề kỹ thuật khiến nó khó chơi. Todd Vaughn của PC Gamer Online đã trao thưởng cho game 89%, đồng thời đưa ra những so sánh với Rainbow Six nhưng chú ý đến sự tập trung của Delta Force vào các trận đánh tầm xa và mức độ chân thực thấp hơn. Ông kết luận: "Nhìn chung, Delta Force là một sự bổ sung đáng ngạc nhiên và đáng hoan nghênh cho thể loại chỉ sử dụng kết hợp [giữa] hành động và chiến thuật phù hợp để tạo sự khác biệt với số đông."

## Phần tiếp theo
Trò chơi đã đủ thành công để nhận phần tiếp theo trực tiếp mang tên Delta Force 2 vào năm sau và tạo ra cả một dòng game dài lâu. Phiên bản mới nhất trong sê-ri là Delta Force: Xtreme 2, được phát hành vào năm 2009. Một bản khác có tên Delta Force: Angel Falls được công bố nhưng chưa bao giờ được phát hành do NovaLogic đóng cửa vào năm 2016.
Lấy cảm hứng từ sự nổi tiếng của bộ phim chiến tranh Black Hawk Down của Ridley Scott, ghi lại trận Mogadishu, NovaLogic đã phát triển một tựa game Delta Force với cùng chủ đề mang tên Delta Force: Black Hawk Down, Do sự nổi lên của thể loại bắn súng nhiều người chơi có chủ đề quân sự kèm theo phần chiến đấu khí tài, đáng chú ý nhất là dòng Battlefield của DICE, NovaLogic cũng đã phát triển một spin-off tập trung phần chơi mạng của dòng game Delta Force có tựa đề Joint Operations: Typhoon Rising, phát hành năm 2004.